# 奈爾峰 (塞斯文納山脈)
46°40′01″N 10°16′19″E / 46.6670°N 10.2720°E

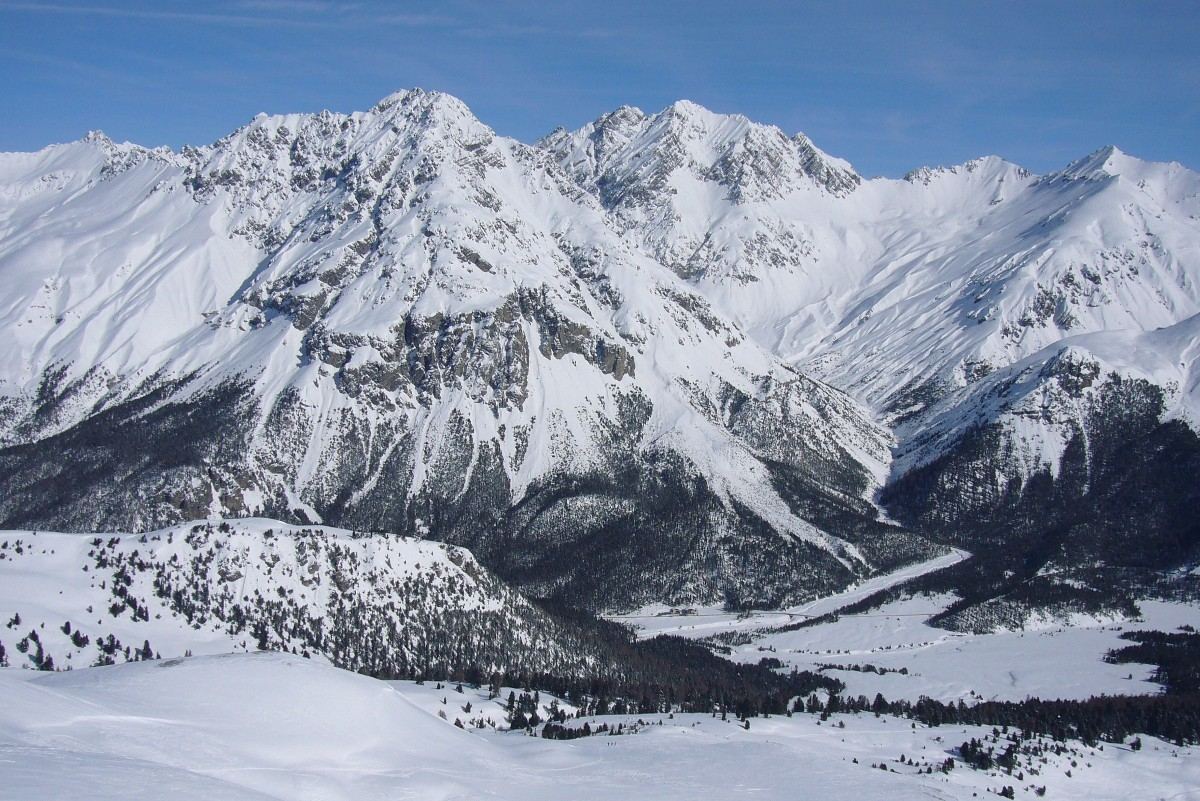

奈爾峰（Piz Nair），是瑞士的山峰，位於該國東南部，由格勞賓登州負責管轄，屬於塞斯文納山脈的一部分，海拔高度3,010米，每年平均降雨量1,367毫米。